# Lusala
Lusala es una película keniata de drama escrita por Silas Miami, Wanjeri Gakuru y Oprah Oyugi. Fue el debut como director de Mugambi Nthiga. Está protagonizada por Brian Ogola, Alyce Wangari, Stycie Waweru, Mkamzee Mwatela y Alan Oyugi. Está basada en la vida de un joven de 22 años, Lusala, atrapado entre sus problemas personales de salud mental y el afecto por su hermana. Se estrenó inicialmente en Kenia el 6 de junio de 2019 durante el Festival de Cine de la NBO y se proyectó en algunos otros festivales de cine internacionales.

## Sinopsis
Lusala (Brian Ogola) es un joven que ha sido rescatado de su abusivo padre alcohólico y empieza a vivir juntos a una familia acomodada en la capital de Kenia, Nairobi. Su tío Onesmus (Alan Oyugi) y su tía Beatrice (Mkamzee Mwatela) lo adoptaron de la Kenia rural hace unos doce años. Lo criaron junto con su única hija Joma (Alyce Wangari). En una ocasión, cuando Beatrice se entera del afecto de Lusala hacia Joma, le pide a su esposo que lo guíe para comenzar una vida por su propia cuenta. Lusala pronto consigue empleo y se muda a un apartamento en Nairobi bastante cerca de su lugar de trabajo con la ayuda de su tío. Las cosas cambian rápidamente cuando la hermana menor de Lusala, Bakhita (Stycie Waweru), que estaba en un internado, descubre el lugar donde vive Lusala.

## Elenco
- Brian Ogola como Lusala
- Alyce Wangari como Joma
- Stycie Waweru como Bakhita
- Mkamzee Mwatela como Beatrice
- Alan Oyugi como Onesmus
- Eddy Kimani como Max
- Charlie Karumi como fotógrafo
- Buen Githinji
- Gitura Kamau como Sospeter

## Producción
El director debutó con este proyecto y regresó a Kenia después de inscribirse en la Academia de Cine de Baden-Württemberg por un breve período de cinco meses. Fue producida conjuntamente por el estudio de producción alemán One Fine Day Films y Ginger Ink Films Africa. También fue financiado por el Ministerio Federal de Cooperación y Desarrollo Económicos de Alemania.

## Lanzamiento
Se estrenó el 6 de junio de 2019 en la tercera edición del Festival de Cine de Nairobi, recibiendo reseñas positivas de los críticos. También fue seleccionada para estrenarse en algunos otros festivales de cine, como el Festival Internacional de Cine de Róterdam el 27 de enero de 2020 y el Festival de Cine de Gotemburgo en Suecia el 31 de enero.
El 16 de febrero de 2020 se proyectó en el Festival de Cine Negro de Toronto y en septiembre del mismo, en el Festival Cine Negro de Montreal. También se proyectó en el Festival de Cine de Durban y se transmitió a través de Showmax el 17 de diciembre de 2020.

## Premios y nominaciones
Recibió premios y nominaciones en algunos festivales de cine internacionales. En noviembre de 2020, ganó el Premio Rimbaud en el festival Les Rimbaud du Cinéma, que se celebró en Francia.
| Año  | Premiación                               | Categoría             | Resultado |
| ---- | ---------------------------------------- | --------------------- | --------- |
| 2019 | Premios Kalasha                          | Mejor largometraje    | Nominado  |
| 2019 | Premios Kalasha                          | Mejor actor principal | Nominado  |
| 2020 | Festival Internacional de Cine de Durban | Mejor película        | Nominada  |
| 2020 | Les Rimbaud du Cinéma                    | Premio Rimbaud        | Ganador   |